# شپشک‌های نرم
شپشک‌های نرم (نام علمی: Coccidae) نام یک تیره از بالاخانواده شپشک است.